# Gilbert Imlay
Gilbert Imlay (* 9. Februar 1754; † 20. November 1828) war ein US-amerikanischer Offizier, Geschäftsmann, Spekulant und Schriftsteller. Er hatte eine kurze Affäre mit Mary Wollstonecraft, die mit Verteidigung der Rechte der Frau (1792) ein grundlegendes Buch der Frauenbewegung geschrieben hatte. Aus der Affäre ging eine Tochter hervor: Fanny Imlay wuchs allerdings nicht bei ihrem Vater auf, sondern wurde nach Mary Wollstonecrafts Tod von dem Sozialphilosophen William Godwin adoptiert.
Gilbert Imlay diente im Krieg zwischen den Vereinigten Staaten und Großbritannien als Offizier auf der amerikanischen Seite. Nach dem Krieg spekulierte er in Kentucky in Grundstücken. Dabei betrog er eine Reihe seiner Kunden, unter ihnen auch Daniel Boone, indem er von ihnen erworbenes Land weiterverkaufte, ohne den ursprünglichen Verkäufern jemals die Kaufsumme zur Verfügung zu stellen. 1786 ging er nach Großbritannien, um den Nachstellungen seiner Kunden zu entgehen.
Gilbert Imlays A Topographical Description of the Western Territory of North America erschien 1792 in London. Spätere Auflagen enthielten auch die Abenteuer von Daniel Boone. Verfasser dieses Anhangs war John Filson. Mit Mary Wollstonecrafts Hilfe versuchte sich Gilbert Imlay auch als Romanautor und veröffentlichte The Emigrants im Jahre 1793.
1793, während der Französischen Revolution vertrat er die Vereinigten Staaten in Frankreich in einer konsularischen Funktion. Parallel dazu ging er weiterhin seinen eigenen Geschäften nach. In Paris traf er erstmals Mary Wollstonecraft, mit der er bald darauf eine Affäre hatte. Um sie vor der Verhaftung zu schützen, die das Konvent für alle in Frankreich lebenden Engländer angeordnet hatte, registrierte Gilbert Imlay Mary Wollstonecraft in der US-amerikanischen Botschaft als seine Frau. Kurz nach der Geburt von Fanny Imlay verließ Gilbert Imlay die beiden und zog nach London. Mary Wollstonecraft folgte ihm nach London, wo sie allerdings herausfinden musste, dass Gilbert Imlay mittlerweile mit einer Schauspielerin zusammenlebte.